# Golcowa
Golcowa is een plaats in het Poolse district  Brzozowski, woiwodschap Subkarpaten. De plaats maakt deel uit van de gemeente Domaradz en telt 2200 inwoners.